# Université nationale d'économie
L’université nationale d'économie (en vietnamien : Trường Đại học Kinh tế Quốc dân) est un établissement d’enseignement supérieur public situé dans le district de Hai Ba Trung à Hanoi au Vietnam.

## Présentation
L’université nationale d'économie est aussi un centre pour faire des recherches scientifiques et donner des conseils de macroéconomie au gouvernement du Vietnam.
Ses centres administratifs sont situés au numéro 207 de la rue Giải Phóng, dans l’arrondissement de Hai Bà Trưng, à Hanoi, mais elle possède également des antennes dans d’autres provinces.
L’université nationale d’économie compte plus de 45 000 étudiants (dont environ 5 000 étudiants internationaux), 113 professeurs (dont 2 professeurs du peuple et 41 professeurs émérites), 255 docteurs, plus de 700 enseignants et 100 membres du personnel. Chaque année, elle contribue à former jusqu’à 10 000 étudiants de haut niveau pour le marché de l’emploi au Vietnam. Elle est aussi l’endroit qui a formé des dirigeants du gouvernement et de grandes entreprises comme le premier Ministre actuel Nguyễn Xuân Phúc, l’ancien gouverneur de la banque Lê Đức Thúy, monsieur Trần Đình Long (président du conseil d’administration du groupe Hòa Phát), le général de brigade Nguyễn Mạnh Hùng – le directeur général du groupe de télécommunication de l’armée Viettel-, etc.

## Histoire
L’université nationale d’économie a été créée par le décret n0 678-TTg du 25 janvier 1956 avec pour premier nom « Université d’économie et de finance », elle dépendait directement du Ministère de l’Éducation et de la Formation. Son président honoraire était Phạm Văn Đồng, le premier Ministre à ce moment-là. 
En janvier 1965, l’université d’économie et de finance a vu son nom modifié et remplacé par « Université d’économie et de plan ».
Le 22 octobre 1985, le ministre de l’Éducation et de la Formation a appliqué la loi 1443/QĐ-KH pour transformer son nom en « Université nationale d’économie » comme maintenant.

Les présidents de l’université nationale d’économie :
| Président                                                              | Dates du mandat     |
| Phạm Văn Đồng                                                          | président honoraire |
| Nguyễn Văn Tạo                                                         | 1956 – 1960         |
| Đoàn Trọng Truyến                                                      | 1960 – 1963         |
| Hồ Ngọc Nhường                                                         | 1963 – 1968         |
| Đỗ Khiêm                                                               | 1968 – 1970         |
| Mai Hữu Khuê                                                           | 1970 – 1982         |
| Phạm Hữu Niên                                                          | 1982 – 1984         |
| Lê Văn Toàn                                                            | 1984 – 1985         |
| Nguyễn Pháp                                                            | 1985 – 1987         |
| Vũ Đình Bách                                                           | 1987 – 1994         |
| Lương Xuân Quỳ                                                         | 1994 – 1999         |
| Nguyễn Đình Hương                                                      | 1999 – 2002         |
| Lê Du Phong (le professeur du peuple)                                  | 2002 – 2003         |
| Nguyễn Văn Thường                                                      | 2003 – 2008         |
| Nguyễn Văn Nam                                                         | 2008 – 2013         |
| Phạm Mạnh Hùng (le ministre adjoint de l’Éducation et de la Formation) | 2013 – 2014         |
| Trần Thọ Đạt                                                           | 2014 – 2018         |

## Composantes

### Facultés
Il y a 38 unités de formation et de recherche à l’université nationale d’économie reparties en 6 départements d’études:
1.      Sciences économiques.
2.      Gestion des affaires.
3.      Banque et finance.
4.      Comptabilité et audit.
5.      Informations économiques.
6.      Droit économique.

### Instituts rattachés
Il y a également dix-neuf facultés et onze instituts d’études et de recherches:
1.     Institut de comptabilité et audit.
2.     Institut de banque et finance.
3.     Institut de commerce et économie étrangère.
4.     Institut de technologies informatiques de l’économie.
5.     Institut de gestion des affaires.
6.     Institut d’organisation administrative et de politique publique.
7.     Institut de formation post-universitaire.
8.     Institut de formation étrangère.
9.     Institut des recherches en économie et développement.
10.  Institut d’administration d’Asie et du Pacifique.
11.  Institut de la population et des problèmes sociaux.

## Coopération étrangère
L'université nationale d’économie fait des échanges et coopère à l’exécution des projets scientifiques économiques avec d’autres universités, instituts et organisations du monde entier tels que les États-Unis, la Russie, la Chine, l’Angleterre, la France, l’Australie, le Japon… En outre, elle obtient de temps en temps des aides financières de ces pays pour organiser des séminaires, créer des programmes ainsi que des formations associées et échanger des étudiants...etc.